# Verdrag van Madrid (1750)
Het Verdrag van Madrid was een verdrag getekend door Spanje en Portugal betreffende de status van hun slavenplantages in Brazilië. In het Verdrag van Tordesillas (1494) werd een rechte lijn van noord naar zuid getrokken over Zuid-Amerika waarna het gebied ten westen daarvan aan Spanje toebehoorde en het oostelijk gedeelte aan Portugal. Door het Verdrag van Madrid kreeg Portugal controle over een groot stuk van Brazilië dat feitelijk op Spaans grondgebied lag; de Staat Grão-Pará e Maranhao. De huidige deelstaten : Amazonas, Roraima, Pará samen met  Amapa, Maranhao en Piaui (reeds in hun bezit). Deze expansie leidde uiteindelijk tot het onafhankelijke Keizerrijk Brazilië, dat de slavernij pas in 1888 afschafte.

1534 Brazilië na het Verdrag van Tordesillas
1750 Brazilië  na het Verdrag van Madrid